# José Martins (football)
Pour les articles homonymes, voir Martins.
José Manuel Martins est un footballeur portugais né le 2 septembre 1906 à Sintra et mort le 5 septembre 1994.

## Biographie
En équipe du Portugal, il reçoit 11 capes entre 1926 et 1928. Il fait partie de l'équipe qui participe aux Jeux olympiques 1928 à Amsterdam.

## Carrière
- 1924-1928 :  Sporting Portugal

## Palmarès
Avec le Sporting Portugal :
- Champion de Lisbonne en 1925 et 1928